# Edizioni Paoline
Edizioni Paoline è stata una casa editrice italiana  che comprendeva la Società San Paolo e la Pia società figlie di San Paolo, una casa editrice cattolica impegnata nell'apostolato librario. Le due congregazioni si sono successivamente separate editorialmente: la Società San Paolo edita con il marchio "San Paolo" e la Pia Società Figlie di San Paolo con il marchio "Paoline".

## Storia
La casa editrice Paoline è di proprietà della Pia società figlie di San Paolo, conosciute come suore Paoline, congregazione di donne consacrate a Dio, nella Chiesa, per l'evangelizzazione con i mezzi della comunicazione sociale.
La Congregazione è stata fondata da don Giacomo Alberione ad Alba, in Piemonte, il 15 giugno del 1915.

## La casa discografica
Alla casa editrice fa capo un'etichetta discografica, Paoline Editoriale Audiovisivi, tutt'oggi operativa e che, da svariati decenni (negli anni cinquanta risulta già attiva), ha inciso molte centinaia di dischi in vinile, CD ecc., quasi tutti nell'ambito della musica sacra. L'etichetta dei dischi in vinile riportava la denominazione "Edizioni Paoline" o l'acronimo "ep", fino al cambio del marchio negli anni '70.

## I dischi pubblicati
La datazione ci basa sull'etichetta del disco, o sul vinile o, infine, sulla copertina; qualora nessuno di questi elementi avesse una datazione, segue la numerazione del catalogo; se esistenti, sono riportati oltre all'anno il mese e il giorno (quest'ultimo dato si trova, a volte, stampato sul vinile).
Significato di alcune delle sigle utilizzate nel numero di catalogo:
DP: Documenti Pontifici
SR: Serie Rinnovamento
SN: Serie Natalizia
SI: Serie Impegno

### Dischi 33 giri 10 pollici
| Numero di catalogo | Anno | Interprete          | Titoli |
| ------------------ | ---- | ------------------- | --- |
| DP 25.2            | 19xx | Papa Giovanni XXIII | Parole vive |
| DP 25.10           | 19xx | Papa Pio XII        | Nulla è perduto con la pace, tutto può esserlo con la guerra Discorso in occasione della proclamazione del dogma dell'Assunzione di Maria |

### Dischi 33 giri 12 pollici LP
| Numero di catalogo | Anno | Interprete | Titoli                                                                                                   |
| ------------------ | ---- | --- | --- |
| AR 137 a ep        | 19xx | Papa Giovanni XXIII | Parole vive del Papa Buono                                                                               |
| PCB 001            | 19xx | Antonio Santin, Fratelli del Servo di Dio, Padre Antonio Cairoli | Egidio Bullesi - Il marinaio che sorride                                                                 |
| CNMI 001           | 19xx | Testi di padre Giulio Masiero e padre Elia Bruson | Massimiliano Kolbe, un uomo del nostro tempo                                                             |
| DP 30.2            | 19xx | Papa Giovanni XXIII | Parole vive del Papa Buono                                                                               |
| DP 30.13           | 19xx | Papa Paolo VI | Noi crediamo - Solenne professione di Fede a chiusura dell'Anno della Fede - 30 giugno 1968 - San Pietro |
| F-CAM 30.1         | 1975 | Maurizio Caporilli, Edda Dell'Orso, Anna Rita Mazzocco, Ruggero Perugini, Sergio Tidei | Cantinsieme - Meeting                                                                                    |
| F-CAM 30.2         | 1976 | Guglielmo Amadei | La nostra Fede è Cristo                                                                                  |
| F-CAM 30.3         | 1976 | Renato Biagioli, Alessandro Aliscioni, Giosy Cento, Pierluigi Mirra, Rita Mazzocco, | Celebriamo la nostra Speranza - La Comunità cristiana celebra e canta l'Eucaristia                       |
| F-CAM 30.4         | 197x | Gruppo Speranza di Roma, La Fraternità di Villafranca | Alleluja - Lo Spirito canta in noi                                                                       |
| F-CAM 30.5         | 1977 | M. Fornari, B. Carretta, M. Gnocchi, R. Bianchi, Silvano Trevisani, Sergio Ferrandino, Webber | Oggi Risorge - La Comunità cristiana canta al suo Signore                                                |
| F-CAM 30.6         | 1977 | Giosy Cento | Una luce tra le mani                                                                                     |
| F-CAM 30.8         | 1979 | Caporilli, Dell'Orso | Israele canta                                                                                            |
| F-CAM 30.9         | 1979 | Caporilli, Giacomo Dell'Orso | Canterò a Cristo                                                                                         |
| F-CAM 30.10        | 1980 | Giosy Cento, Roberto Anselmo, Massimo Matrisciano, Paola Sapora, Lorenzo Spadoni, Gianna Spagnolo | Il tuo volto noi cerchiamo (canti per la celebrazione eucaristica)                                       |
| F-CIC 30.1         | 1975 | Gianni Ciravegna | Tu sei con noi                                                                                           |
| F-CIC 30.4         | 1978 | Associazione Piccoli Cantori di Torrespaccata | Oggi è festa                                                                                             |
| F-CIC 30.5         | 1978 | Giosy Cento, Gianni Ciravegna, Sergio Tidei | C'è una primavera                                                                                        |
| F-CIC 30.6         | 1978 | Amadei Guglielmi | Nasce un uomo                                                                                            |
| F-CIC 30.7         | 1979 | Giosy, Caporilli | In principio l'uomo                                                                                      |
| F-CIC 30.8         | 1980 | Giosy Cento | Guarda laggiù l'orizzonte                                                                                |
| F-CV 30.120        | 1981 | Giosy Cento | Natale è Natale                                                                                          |
| F-CV 30.143        | 198x | Terra di Pace | Terra di pace                                                                                            |
| F-R 30.1           | 1982 | Ugo Robotti | Semplicemente donna                                                                                      |
| F-R 30.2           | 1983 | Angelo Maggi, Ivano Staccioli, Martha Wallgren, Paolo Lanza, Roberto Bencivenga, Pino Delle Chiaie | Cristo 2000 (commedia musicale)                                                                          |
| F-R 30.3           | 1983 | Marcello Marrocchi | Dio ti sei sbagliato                                                                                     |
| F-R 30.5           | 1984 | Marcello Marrocchi | Fermatevi                                                                                                |
| F-R 30.7           | 1985 | Marcello Marrocchi | Caino chi è                                                                                              |
| F-SO 30.01         | 1974 | Rino Farruggio | Da uomo a uomo                                                                                           |
| F-SO 30.02         | 197x | Enrico Intra | Oltre il tempo oltre lo spazio                                                                           |
| F-SO 30.04         | 1977 | Giacomo Dell'Orso | Nostalgia di una notte                                                                                   |
| F-SO 30.07         | 1978 | Rino Farruggio | Come ogni donna                                                                                          |
| NOEL 3001          | 1968 | Al Bano, Orietta Berti, Gigliola Cinquetti, Betty Curtis, Dik Dik, Equipe 84, Franco VI e Franco I, Wilma Goich, Isabella Iannetti, Udo Jürgens, Rocky Roberts, Armando Savini, Bobby Solo, Little Tony, Claudio Villa | Noel Noel                                                                                                |
| NOEL 3002          | 1969 | Al Bano, Camaleonti, Ombretta Colli, Régine, Otello Profazio, Romina Power, Franco VI e Franco I, Adamo, Isabella Iannetti, Rossana Fratello, Rocky Roberts, Dori Ghezzi, Gilbert Bécaud, Little Tony                  | Noel 2                                                                                                   |
| SI 30.4            | 19xx | I Trovatori | Lui ha pagato per noi                                                                                    |
| SI 30.5            | 1970 | Gruppo Euanghelion | Ora è appena l'alba                                                                                      |
| SI 30.14           | 1972 | coro Le Voci con l'orch. di Elvio Monti | Sui sentieri della speranza                                                                              |
| SI 30.15           | 1972 | coro Le Voci con l'orch. di Elvio Monti | I nuovi Spirituals (canti della gioventù 2000)                                                           |
| SI 30.17           | 1972 | Delirium, I Vianella, Peppino Gagliardi, Tony Cucchiara, Renato Arrouh, Bruno Lauzi, Giancarlo Cajani, Little Tony, Marisa Sannia, Paola Musiani, Maurizio, Axis                                                       | Insieme                                                                                                  |
| SI 30.18           | 197x | Ernesto Brancucci e il coro Le Voci | Dove stai Signore                                                                                        |
| SI 30.19           | 1973 | Gruppo Euanghelion | Cielo rosso                                                                                              |
| SI 30.22           | 1973 | Angelo Di Mario | Nessuno è solo al mondo                                                                                  |
| SI 30.23           | 1974 | Renato D'Andrea | Voglio cantarti la gioia                                                                                 |
| SI 30.24           | 1974 | Angelo Di Mario | Nessuno è solo al mondo 2                                                                                |
| SI 30.27           | 197x | Carlo Recalcati | Una legge per amare                                                                                      |
| SI 30.36           | 1982 | Giuseppe Moscati | Diciott'anni... e poi?                                                                                   |
| SI 30.49           | 1984 | Mario Migliarese | Canta canta                                                                                              |
| SL 30.32           | 197x | Claudio Guidi | Fu come un sogno di primavera                                                                            |
| SL 30.55           | 1977 | Pierangelo Comi | Il mio Dio sei tu                                                                                        |
| SL 30.56           | 1977 | Carlo Recalcati | Osanna - La messa dei fanciulli                                                                          |
| SL 30.58           | 1978 | Giuseppe Carrisi | Il VII giorno                                                                                            |
| SL 30.59           | 1978 | Carlo Recalcati | Nato da donna                                                                                            |
| SL 30.61           | 1979 | Pierangelo Comi | Sulle orme di Israele                                                                                    |
| SL 30.62           | 1980 | Carlo Recalcati | La vita risorge                                                                                          |
| SL 30.63           | 1980 | Pierangelo Comi | Preghiera di un povero                                                                                   |
| SL 30.66-67        | 1981 | Pierangelo Comi | Per ogni uomo                                                                                            |
| SM 30.18           | 197x | I Giovani Amici del Rosario | Cantiamo a Maria                                                                                         |
| SM 30.24           | 1979 | Carlo Recalcati | La madre di Gesù                                                                                         |
| SN 30.25           | 1969 | I Trovatori | Natale Beat                                                                                              |
| SN 30.30           | 1969 | Complesso Vocale e Strumentale diretto da Piero Carapellucci | Christmas                                                                                                |
| SN 30.52           | 197x | Coro di Angelo Di Mario | Natale con i tuoi                                                                                        |
| UUS 30.01          | 1977 | Gen Rosso | Il dramma della libertà                                                                                  |
| UUS 30.02          | 1977 | Gen Rosso | Esodo: Una proposta di liberazione                                                                       |
| UUS 30.03          | 1977 | Gen Rosso | La buona notizia: La liberazione è possibile                                                             |
| UUS 30.04          | 1977 | Gen Rosso | Il progetto: Liberarsi insieme                                                                           |

### 45 giri
| Numero di catalogo | Anno  | Interprete                                                                               | Titoli                                                                                                |
| ------------------ | ----- | ---------------------------------------------------------------------------------------- | --- |
| AR-141             | 19xx  | Coro di voci bianche di Renata Cortiglioni                                               | Adeste, fideles/Gloria a Gesù                                                                         |
| AR-177             | 19xx  | Coro Dolomiti Di Trento (sul lato A)/Giorgio Garbari (sul lato B)                        | Fantasia pastorale/Stille nacht                                                                       |
| CT 45.11 (NG 3)    | 19xx  | Le Pie Discepole                                                                         | Chi sei tu?/La pecora nera                                                                            |
| CT 45.10 (NG 4)    | 19xx  | Le Pie Discepole                                                                         | Alleluja/Magdalena                                                                                    |
| NG 5               | 19xx  | Le Pie Discepole                                                                         | Quasi una fuga di Bach/Tu che passi                                                                   |
| NG 6               | 19xx  | Le Pie Discepole                                                                         | Beatitudine/Incontrarmi con te                                                                        |
| NG 7               | 19xx  | Le Pie Discepole                                                                         | In un sol attimo/Lascia la sponda                                                                     |
| NG 8               | 19xx  | Le Pie Discepole                                                                         | Non più violenza/Ti ringrazio                                                                         |
| NG 9               | 19xx  | Le Pie Discepole                                                                         | Chi è? che è?/Lode a te                                                                               |
| NG 10              | 19xx  | Le Pie Discepole                                                                         | Si fa sera/Dall'aurora ti cerco                                                                       |
| F-CAM 45.5         | 197x  | Maurizio Caporilli (sul lato A)/Roberto Anselmi (sul lato B)                             | Come spighe nei campi/Grazie a te Signore                                                             |
| F-CV 45.7          | 196x  | Franco Potenza (sul lato A)/Alberto Lupo (sul lato B)                                    | Qualcuno verrà/Perché                                                                                 |
| F-CV 45.35         | 1970  | Antonella Ippoliti (sul lato A)/Marilina Musti (sul lato B)                              | Quando mi guardi/Cara mamma ti porto il caffè                                                         |
| F-CV 45.37         | 1970  | Armando Romeo                                                                            | Cantata alla mamma/Poesie                                                                             |
| F-CV 45.38         | 1970? | Dampa-Vuolo-Mateicich                                                                    | Il Valzer delle Mascherine/Arlecchino                                                                 |
| F-CV 45.41         | 1970  | Maurizio Caporilli                                                                       | Un valzer per mamma e papà/Un valzer per mamma e papà (vers. orch.)                                   |
| F-CV 45.49         | 1970? |                                                                                          | Girotondo gira gira/La zingarella                                                                     |
| F-CV 45.51         | 197x  | Solista e Coro di Angelo Di Mario (sul lato A)/lettura di Sorrentino-Acerbo (sul lato B) | Girotondo per papà/Poesie per la festa del papà.)                                                     |
| F-CV 45.56         | 1970? |                                                                                          | Viva il Carnevale/Che Bello il Carnevale                                                              |
| F-CV 45.61         | 1970? |                                                                                          | È La Festa de'Allegria/Il Più Bello di Tutti                                                          |
| F-CV 45.71         | 1970? |                                                                                          | Tricceballacche e Putipù/La celebrità                                                                 |
| F-CV 45.73         | 1970? |                                                                                          | La Girevole/Le Bretelle                                                                               |
| F-CV 45.106        | 197x  | Solisti e Coretto diretti da Loredana Sabbi                                              | C'è un bambino che cerca/Il mio presepe                                                               |
| F-SC 45.13         | 1968  | Gli Alleluia                                                                             | Buon giorno Maria/Sei tu la madre                                                                     |
| F-SC 45.14         | 1968  | Gli Alleluia                                                                             | Padre nostro/Noi ti lodiamo                                                                           |
| F-SC 45.15         | 1968  | Sergio Tidei e i Drops                                                                   | Mi hai creato per te/Troverò me stesso                                                                |
| F-SC 45.16         | 1969  | Sergio Tidei e i Drops                                                                   | La vera pace/Pregare non è...                                                                         |
| F-SC 45.17         | 1969  | Sergio Tidei e i Drops                                                                   | Siamo tutti fratelli/La legge è luce                                                                  |
| F-SC 45.18         | 1969  | Sergio Tidei e i Drops                                                                   | Perdona tu/Un giorno capiremo                                                                         |
| F-SC 45.19         | 1969  | Ruggero Perugini e L'Altro Volto                                                         | Sulle strade del vento/C'è chi cerca                                                                  |
| F-SC 45.20         | 19xx  | Sergio Tidei e i Drops (sul lato A)/Don Sirio e i Drps (sul lato B)                      | Io guardo il cielo/Amico ascoltami                                                                    |
| F-SC 45.21         | 1970  | Ruggero Perugini e L'Altro Volto (sul lato A)/Ernesto (sul lato B)                       | La strada che porta a te/Sorridi alla gente                                                           |
| F-SC 45.23         | 1970  | Don Giacomo Calabrese                                                                    | La tomba di Dio/Ascoltami Maria                                                                       |
| F-SC 45.24         | 1970  | Calabrese e il Suo Coro                                                                  | Dovunque andrò ti troverò/Amo soltanto te                                                             |
| F-SC 45.25         | 1970  | Ruggero Perugini con "Le Voci" di Ernesto Brancucci                                      | Io vedo il tuo volto/Noi verremo a te                                                                 |
| F-SC 45.27         | 1970  | Gli Alleluia (sul lato A)/Ruggero, Fulvia, Ferdinando (sul lato B)                       | Camminiamo insieme/Shalom                                                                             |
| F-SC 45.28         | 1970  | Sergio Tidei e Le Voci (sul lato A)/Gli Alleluia (sul lato B)                            | È risorto il Signore/Ogni notte finisce                                                               |
| F-SC 45.29         | 1970  | Sergio Tidei e i Drops                                                                   | La pelle del tempo/Per chi si chiama uomo                                                             |
| F-SC 45.30         | 1970  | Gli Alleluia (sul lato A)/Sergio Tidei e i Drops (sul lato B)                            | Trovare un amico significa…/Amo la vita                                                               |
| F-SC 45.31         | 1970  | Sergio Tidei e i Drops (sul lato A)/Gli Alleluia (sul lato B)                            | Signore del mondo/Quanta gente parla parla                                                            |
| F-SC 45.36         | 1971  | Agostino Kini                                                                            | Pace/Maria prega per noi                                                                              |
| F-SC 45.37         | 1971  | Agostino Kini                                                                            | Loda il Signore/Amen                                                                                  |
| F-SC 45.38         | 1971? | Cinzia De Carolis                                                                        | Una stellina alla finestra/L'alberello di Natale                                                      |
| F-SC 45.40         | 1972  | Maurizio Caporilli                                                                       | O mio Signore/Dammi la mano                                                                           |
| F-SC 45.41         | 1972  | Maurizio Caporilli                                                                       | Ricorda tuo fratello/Andiamo alla casa di Gesù                                                        |
| F-SC 45.46         | 197x  | All Sing Out                                                                             | Alleluia/Ave Maria                                                                                    |
| F-SC 45.48         | 197x  | Rino Farruggio                                                                           | Risurrezione/Dimmi ragazzo                                                                            |
| F-SC 45.51         | 197x  | Enzo Desideri                                                                            | Buon Natale a tutti noi/C'è una stella lassù                                                          |
| SI 45.00100        | 1965  | The Folkstudio Singers                                                                   | Ho tanto bisogno di te/Mentalità                                                                      |
| SI 45.2            | 1965  | The Folkstudio Singers                                                                   | Non domandarti perché ti senti solo/Una nuvola di pianto                                              |
| SI 45.3            | 196x  | coro di voci bianche diretto da Renata Cortiglioni                                       | Adeste fideles/Gloria a Gesù                                                                          |
| SI 45.6            | 1967  | Elvio Monti                                                                              | Dove stai, o Signore/L'acqua viva                                                                     |
| SI 45.8            | 196x  | Gruppo Giovanile di Avellino                                                             | Sono io Signor/Domani                                                                                 |
| SI 45.9            | 196x  | Gruppo Giovanile di Avellino                                                             | Per te/Cerco te                                                                                       |
| SI 45.21           | 19xx  | Renato D'Andrea                                                                          | Canta con me/Alleluia                                                                                 |
| SI 45.30           | 19xx  | Renato D'Andrea                                                                          | O Signor ti ringraziamo/La luce di Cristo                                                             |
| SL 45.39-40        | 1969  | Gruppo Giovanile dell'Eur presso i Fratelli Maristi                                      | L'assemblea che canta (messa ritmica di Alejandro Mejia)                                              |
| SL 45.43-44        | 1970  | Gigi De Lazzaro-Paolo Rita-Paolo Marciani-Andrea Selloni                                 | C'è un fuoco che nasce (Beatitudini-Cantiamo cantiamo-Pentecoste-C'è un tempo per ogni cosa-Alleluja) |
| SM 45.17           | 197x  | Renato D'Andrea                                                                          | Tutte le genti/Ave piena di grazia                                                                    |
| SM 45.23           | 19xx  | Carlo Recalcati                                                                          | Maria è silenzio/Ave Maria                                                                            |
| SN 45.3            | 196x  | coro di Voci Bianche diretto da Renata Cortiglioni                                       | Adeste fideles/Gloria a Gesù                                                                          |
| SN 45.4            | 196x  | coro di Voci Bianche diretto da Renata Cortiglioni                                       | Tu scendi dalle stelle/Madre del mondo (corale scozzese)/Gloria in excelsis Deo (corale tedesco)      |
| SN 45.7            | 196x  | A. Valentini, W. Alberti                                                                 | Mistico Natale: Pastorale/Intorno al fanciullo Gesù/Ninna nanna/Nell'apparir del sempiterno sole      |
| SN 45.8            | 196x  | coro "Dolomiti" di Trento                                                                | Musetta/Campane di Natale                                                                             |
| SN 45.10           | 196x  | coro "Dolomiti" di Trento                                                                | Fantasia pastorale/Stille nacht                                                                       |
| SN 45.11           | 196x  | coro di Voci Bianche diretto da Renata Cortiglioni                                       | Pastorale/Madre del mondo (praetorius)/Gloria in Excelsis Deo (corale svizzero)                       |
| SN 45.12           | 196x  | coro di Voci Bianche diretto da Renata Cortiglioni                                       | Noel sur les flutes/Gloria a Gesù                                                                     |
| SN 45.13           | 196x  | coro di Voci Bianche diretto da Renata Cortiglioni                                       | Noel Noel/Adeste fideles                                                                              |
| SN 45.14           | 196x  | coro di Voci Bianche diretto da Renata Cortiglioni                                       | Madre del mondo (praetorius)/Gloria in excesis Deo (corale svizzero)/Noel Noel                        |
| SN 45.17           | 1969  | Claudio Venturelli                                                                       | È Natale in tutto il mondo/Girotondo spaziale                                                         |
| SN 45.18           | 196x  | Orch. dei Solisti di Roma                                                                | Ninna nanna (brahms)/Ninna nanna (mozart)                                                             |
| SN 45.27           | 1970  | I Trovatori                                                                              | Tu scendi dalle stelle/Campane di Natale                                                              |
| SN 45.28           | 1970  | I Trovatori                                                                              | Natus est/Gloria in excelsis                                                                          |
| SN 45.31           | 1970  | Felice Ruffini                                                                           | Arcobaleno di pace/Serafino                                                                           |
| SN 45.35           | 1970  | complesso vocale e strumentale di Piero Carapellucci                                     | Tu scendi dalle stelle/Tornerà Natale                                                                 |
| SN 45.36           | 1970  | complesso vocale e strumentale di Piero Carapellucci                                     | Christmas time/Ninna nanna                                                                            |
| SN 45.37           | 1970  | complesso vocale e strumentale di Piero Carapellucci                                     | Bianco Natale/Adeste fideles                                                                          |
| SN 45.38           | 1970  | Cinzia De Carolis                                                                        | L'alberello di Natale/Una stellina alla finestra                                                      |
| SN 45.40           | 1970  | I Trovatori                                                                              | Adeste fideles/Benvenuto figlio di Maria                                                              |
| SN 45.45           | 1970  | Franco VI e Franco I                                                                     | Gloria in excelsis/Oggi è nato il Redentor                                                            |
| SN 45.50           | 197x  | Annunziata Ricci                                                                         | Un lampione sopra il tetto/Girotondo di Natale                                                        |
| SN 45.56           | 197x  | Davide Pascucci (sul lato A)/Massimiliano Pascucci (sul lato B)                          | Neve di Natale/Sono io il Natale                                                                      |
| SN 45.65           | 197x  | Alessandro Di Adamo (sul lato A)/Massimiliano Pascucci (sul lato B)                      | Marcetta di Natale/Coretto di Natale                                                                  |
| SN 45.79           | 19xx  | Le Piccole Voci di Angelo Di Mario                                                       | È tornata la befana/La vacanze di Natale                                                              |
| SN 45.84           | 19xx  | Le Piccole Voci di Angelo Di Mario                                                       | Natale=amore/Un mondo di luce                                                                         |
| SN 45.86           | 19xx  | Le Piccole Voci di Angelo Di Mario                                                       | Aspettando Natale/Gesù pensaci tu                                                                     |
| SN 45.91           | 19xx  | Le Piccole Voci di Angelo Di Mario                                                       | Auguri lunghi un anno/La befana                                                                       |
| SN 45.92           | 19xx  | Le Piccole Voci di Angelo Di Mario                                                       | È nato il gran Re/Alleluia pace                                                                       |
| SN 45.98           | 19xx  | Le Piccole Voci di Angelo Di Mario                                                       | Santo Natale/La gioia di Natale                                                                       |
| SN 45.99           | 19xx  | Le Piccole Voci di Angelo Di Mario                                                       | Notte santa notte d'amore/Suonate i campanelli                                                        |
| SN 45.100          | 19xx  | Le Piccole Voci di Angelo Di Mario                                                       | Dolce è l'attesa/Natale in coro                                                                       |
| SN 45.101          | 19xx  | Le Piccole Voci di Angelo Di Mario                                                       | Dolce bambinello/Coretto di angioletti                                                                |
| SN 45.102          | 19xx  | Le Piccole Voci di Angelo Di Mario                                                       | Mi piacerebbe essere Gesù/Cantiamo, è Natale                                                          |
| SR 45.21           | 196x  | Coro "Ragazzi alla ribalta"                                                              | Canta con me/Alleluia                                                                                 |
| SR 45.23           | 1965  | Ornella Malavasi (sul lato A)/Angela Modena (sul lato B)                                 | Birichina/Ninna nanna bel micino                                                                      |
| SR 45.54           | 1966  | coro di Voci Bianche diretto da Renata Cortiglioni                                       | Filastrocca/Giardino raro                                                                             |
| SR 45.56           | 1966  | Luciano Rondinella                                                                       | Mamma luntano 'a te/Me chiammano scugnizzo                                                            |
| SR 45.61           | 1966  | Agnese Stella                                                                            | Festa della mamma/Giovani beat                                                                        |
| SR 45.62           | 1966  | Ricky Boris (sul lato A)/Marisa Pellizzari (sul lato B)                                  | A mamma mia/Curiosità di bimbo                                                                        |
| SR 45.77           | 1966  | Evy Angeli                                                                               | Il nido/Eppure è facile                                                                               |
| SR 45.81           | 1968  | I Nuovi Simpatici con Marida                                                             | Ho trovato l'amore/Un sorriso sul tuo volto                                                           |
| SR 45.95           | 19xx  | Le Piccole Voci di Angelo Di Mario                                                       | Natale è.../Auguri Gesù bambino                                                                       |
| SRB 45.11          | 196x  | Orch. Edoardo Brizio e coro Angelo Di Mario                                              | La tarantella della mamma/Promesse di marinaio                                                        |
| SRB 45.12          | 196x  | Orch. Edoardo Brizio e coro Angelo Di Mario                                              | I regali per mamma/Ninna nanna                                                                        |
| SRB 45.13          | 196x  | Orch. Edoardo Brizio e coro Angelo Di Mario                                              | La marcia dei bimbi/Tanti auguri mamma                                                                |
| SRB 45.49          | 197x  | Loredana Ingafù/Giulia Mancia                                                            | Papà imperatore/Come te papà                                                                          |
| SRB 45.51          | 1978? | Rita Del Bufalo & Angela Mancini/Sabrina Di Marzio                                       | La giornata della mamma/La mamma e il bambino                                                         |
| SRB 45.104         | 19xx  | Le Piccole Voci di Angelo Di Mario                                                       | Che nostalgia di te/Mamma... solo una parola                                                          |
| SRB 45.105         | 19xx  | Le Piccole Voci di Angelo Di Mario                                                       | Mammina sto con te/Canzoncina da batticuore                                                           |
| SRB 45.106         | 19xx  | Luca Sardella                                                                            | Europa unita/Europa unita (strumentale)                                                               |

### CD
| Numero di catalogo | Anno | Interprete                                                        | Titoli                                                  |
| ------------------ | ---- | ----------------------------------------------------------------- | ------------------------------------------------------- |
| CDMS 078           | 1995 | Donatella Moretti                                                 | Gloria                                                  |
| PCD 040            | 1998 | Marco Frisina                                                     | Canti latini per l'anno liturgico                       |
| PCD 043            |      | Marcello Marrocchi                                                | Se esiste Dio                                           |
| PCD 045            |      | Giancarlo Silva                                                   | Sogno di pace                                           |
| PCD 049            |      | Giosy Cento                                                       | Dio di frontiera                                        |
| PCD 060            |      | Marco Frisina                                                     | Pane di vita nuova                                      |
| PCD 075            |      | Cristina Damonte                                                  | Saperti vicino                                          |
| PCD 076            |      | Paolo Auricchio                                                   | Liberi                                                  |
| PCD 077            |      | Matteo Zambuto                                                    | Donna gloriosa                                          |
| PCD 078            |      | Paolo Auricchio, Fabio Baggio, Francesco Buttazzo, Matteo Zambuto | Alleluia è risorto                                      |
| PCD 079            |      | Giuseppe Liberto e Leo Di Simone                                  | O Cristo Splendore del Padre                            |
| PCD 080            |      | Paolo Auricchio, Fabio Baggio, Francesco Buttazzo, Matteo Zambuto | Gloria all'Emmanuele                                    |
| PCD 084            |      | Fabio Baggio                                                      | Come il buon samaritano, commedia musicale              |
| PCD 085            |      | Sandro Stacchiotti                                                | Una ragione per vivere, spettacolo musicale             |
| PCD 087            |      | Giuseppe Liberto e Leo Di Simone                                  | O fonte della luce                                      |
| PCD 088            |      | Sergio Militello                                                  | Salve Regina                                            |
| PCD 090            |      | Giancarlo Silva                                                   | Nel cuore dell'infinito                                 |
| PCD 091            |      | Francesco Buttazzo e Alessandra Beltrami                          | Esultiamo nel Signore. Canti per la Messa con i giovani |
| PCD 092            |      | Renato Giorgi                                                     | Orizzonti di pace                                       |
| PCD 093            |      | Giosy Cento                                                       | Lazzaro                                                 |
| PCD 094            |      |                                                                   | Il rosario con Padre Pio                                |
| PCD 102            | 2003 | Marco Frisina                                                     | Canti alla Madre di Dio                                 |
| PCD 119            | 2004 | Marco Frisina                                                     | Tu sei il Cristo                                        |
| PCD 184            | 2007 | Marco Frisina                                                     | Canti per le celebrazioni del tempo pasquale            |
| PCD 188            |      | Giosy Cento                                                       | La piccola traccia                                      |
| PCD 231            | 2008 | Marco Frisina                                                     | Apostolo delle genti, oratorio sacro                    |
| PCD 242            | 2009 | Marco Frisina                                                     | Canti per il tempo di Quaresima                         |
| PCD 586            |      | Michele Paulicelli                                                | Forza venite gente                                      |